# Сара Бейквелл
Сара Бейквелл (англ. Sarah Bakewell; нар. 1963) — британська письменниця та професорка. Живе в Лондоні. Здобула літературну премію Віндгема-Кембелла в категорії нон-фікшн.

## Дитинство та освіта
Бейквелл народилася в приморському містечку Борнмут, Англія, де її батьки тримали невеликий готель. Коли їй було п'ять років, сім'я почала подорожувати Індією в кемпері й так тривало упродовж двох років, перш ніж вони оселилися в Сіднеї, Австралія. Там її батько працював книготорговцем, а мати — бібліотекаркою. У дитинстві вона часто писала і частину підліткового віку провела працюючи в книгарнях.
Вивчала філософію в Університеті Ессекса в Англії. Вона взялася за докторську роботу про філософа Мартіна Гайдеґґера, але, кинувши її, переїхала до Лондона, де спочатку знайшла роботу на фабриці з виробництва чайних пакетиків. Пізніше закінчила аспірантуру зі штучного інтелекту.

## Кар'єра
Від початку 1990-х років Бейквелл працювала кураторкою ранніх друкованих книг у лондонський бібліотеці Wellcome, і знову там почала писати. Вона провела в тій бібліотеці десять років, і натрапила там на цікаві історичні фрагменти та брошуру, яка надихнула її на першу книжку.
«Розумний», перша книжка Бейквелл, розповідає про судовий процес у 18 столітті щодо підробок, на який вона натрапила в колекції бібліотеки Wellcome. 2002 року вона залишила цю роботу, щоб приділити більше сил письменництву. 2005 року опублікувала книжку «Англійський данець», біографію данського революціонера та дослідника Йоргена Йоргенсена.
З 2008 по 2010 рік Бейквелл працювала неповний робочий день каталогізаторкою рідкісних книг у Національному фонді, каталогізуючи колекції історичних книг по всій Англії 2010 року опублікувала «Як жити», біографію есеїста XVI століття Мішеля Екема де Монтеня. Книжка отримала захоплені відгуки, а The Guardian назвав її «чудовим, жвавим знайомством з майстром».
2016 року Бейквелл видала «В кафе екзистенціалістів: свобода, буття і абрикосові коктейлі» — біографію екзистенціалістського руху та його лідерів Жана-Поля Сартра, Сімони де Бовуар, Моріса Мерло-Понті та Альбера Камю. Бейквелл зацікавилася екзистенціалістським рухом в молодому віці; у 16 років вона витратила частину грошей, подарованих на день народження, на купівлю примірника «Нудоти» Сартра (1938). Бейквелл вплела у цю роботу особистий погляд; критикиня New York Times Джанет Маслін написала: «Повернувшись до цього матеріалу вже в дорослому віці, вона вплела власні переживання у саму суть оповіді». The New York Times назвав «Кафе екзистенціалістів» однією з десяти найкращих книг 2016 року.

## Нагороди та відзнаки
- 2023 Медаль Розалінд Франклін і лекторство від Humanists UK[11]
- 2018 Літературна премія Віндгема–Кемпбелла у категорії нон-фікшн[12]

## Праці
- Людині під силу. Сімсот років гуманістичного вільнодумства, пошуку та надії (Chatto & Windus, Великобританія; Penguin, США; Knopf; Канада, березень 2023 р.) розповідає про багатьох надзвичайних людей упродовж історії, які в центрі свого життя поставили раціональне дослідження, культурне багатство, свободу думки та почуття надії[13][14][15][16][17]
- В кафе екзистенціалістів: свобода, буття і абрикосові коктейлі (Other Press, березень 2016) — про рух екзистенціалістів та його лідерів: Жана-Поля Сартра, Сімону де Бовуар, Альбера Камю, Мартіна Гайдеґґера, Едмунда Гуссерля, Карла Ясперса та Моріса Мерло-Понті Лондон: Chatto & Windus, 2016, ISBN 978-0-701186586
- Як жити (Chatto & Windus, 2010; Other Press, 2011) розповідає про життя есеїста 16 століття Мішеля Ейкема де Монтеня[8]. Книжка отримала схвальні відгуки по обидва боки Атлантики[5]. 2010 року вона отримала премію National Book Critics Circle Award у категорії «Біографія» та премію Даффа Купера.
- Англійський данець (Chatto & Windus, 2005; Vintage, 2006) розповідає про данського авантюриста 19 століття Йоргена Йоргенсена, ключового гравця в розгортанні революції в Ісландії, щоб вийти з-під контролю Данії[5].
- Розумний (Chatto & Windus, 2001; Vintage, 2002) розповідає про судовий процес щодо фальсифікації у XVIII столітті, на який вона натрапила під час роботи в бібліотеці Wellcome[5].

## Переклади українською
2025 року у видавництві «Комубук» вийшов український переклад книжки «В кафе екзистенціалістів». Перекладачка — Віталія Станкевич. Того ж року у видавництві «Віват» вийшов український переклад книжки «Людині під силу. Сімсот років гуманістичного вільнодумства, пошуку та надії», перекладач — Я. Войтко.